# Cinchonoideae
Cinchonoideae, biljna potporodica, dio porodice Rubiaceae. Postoji 13 tribusa.

## Tribusi
1. Airospermeae Kainul. & B. Bremer
2. Chiococceae Benth. & Hook.f.
3. Chioneae ined.
4. Cinchoneae DC.
5. Guettardeae DC.
6. Hamelieae A.Rich. ex DC.
7. Hillieae Bremek.
8. Hymenodictyeae Razafim. & B.Bremer
9. Isertieae A.Rich. ex DC.
10. Naucleeae Kostel.
11. Rondeletieae Burnett
12. Scyphiphoreae Kainul. & B. Bremer
13. Strumpfieae
14. Wandersong David W.Taylor sinonim